# 江家店镇
江家店镇，是中华人民共和国安徽省六安市裕安区下辖的一个乡镇级行政单位。

## 行政区划
江家店镇下辖以下地区：
街道社区、林寨村、东庙村、芝麻地村、张墩村、新沟村、桂花村、太平村、永兴村、龙门村、神树村、挥手村、青上村和华祖村。